# ZC2HC1A
ZC2HC1A (англ. Zinc finger C2HC-type containing 1A) – білок, який кодується однойменним геном, розташованим у людей на 8-й хромосомі. Довжина поліпептидного ланцюга білка становить 325 амінокислот, а молекулярна маса — 35 092.
| 10         |  | 20         |  | 30         |  | 40         |  | 50         |
| ---------- |  | ---------- |  | ---------- |  | ---------- |  | ---------- |
| MEGLEENGGV |  | VQVGELLPCK |  | ICGRTFFPVA |  | LKKHGPICQK |  | TATKKRKTFD |
| SSRQRAEGTD |  | IPTVKPLKPR |  | PEPPKKPSNW |  | RRKHEEFIAT |  | IRAAKGLDQA |
| LKEGGKLPPP |  | PPPSYDPDYI |  | QCPYCQRRFN |  | ENAADRHINF |  | CKEQAARISN |
| KGKFSTDTKG |  | KPTSRTQVYK |  | PPALKKSNSP |  | GTASSGSSRL |  | PQPSGAGKTV |
| VGVPSGKVSS |  | SSSSLGNKLQ |  | TLSPSHKGIA |  | APHAGANVKP |  | RNSTPPSLAR |
| NPAPGVLTNK |  | RKTYTESYIA |  | RPDGDCASSL |  | NGGNIKGIEG |  | HSPGNLPKFC |
| HECGTKYPVE |  | WAKFCCECGI |  | RRMIL      |  |            |  |            |

A: Аланін

C: Цистеїн

D: Аспарагінова кислота

E: Глутамінова кислота

F: Фенілаланін

G: Гліцин

H: Гістидин

I: Ізолейцин

K: Лізин

L: Лейцин

M: Метіонін

N: Аспарагін

P: Пролін

Q: Глутамін

R: Аргінін

S: Серин

T: Треонін

V: Валін

W: Триптофан

Кодований геном білок за функцією належить до фосфопротеїнів. 
Білок має сайт для зв'язування з іонами металів, іоном цинку. 